# Reel

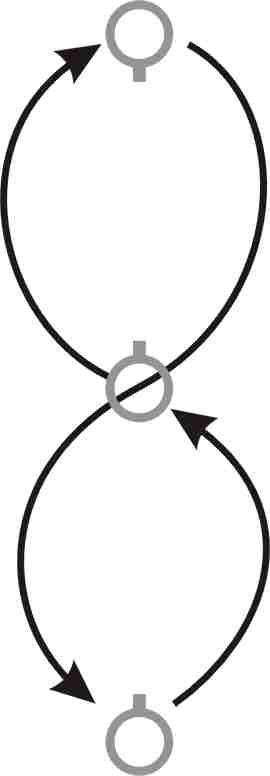
Reel of three

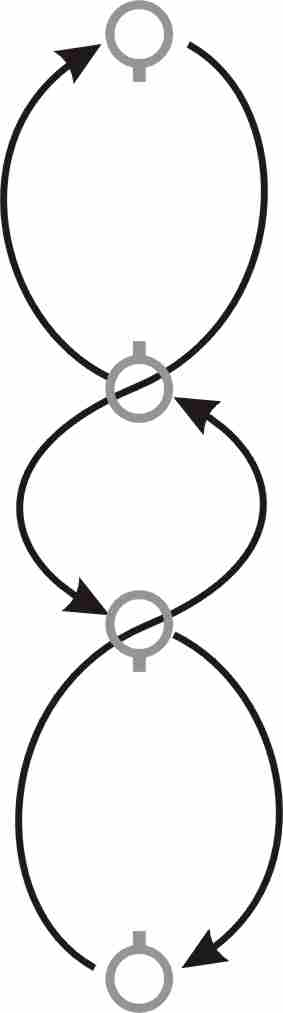
Reel of four

Reel är en keltisk dans. Namnet kommer sannolikt från anglosaxiskans hreol (engelska: reel), 'snurra runt, virvla'. Den är en folkdans i livlig 2/4- eller 4/4-takt, vanlig sedan 1500-talet i Skottland, på Irland och i delar av England. Reel dansades ursprungligen enbart av män. Den är besläktad med den norska dansen halling.
Som musik är reel numera den kanske vanligaste formen av brittisk "spelmansmusik", så kallade "fiddle tunes" (fiollåtar), vilken förekommer på Irland, i Skottland, England, Kanada och USA. Flera gamla reels har även letat sig in i bluegrassmusiken. Irländarna spelar musiken i snabbt tempo med mycket ornamentering, medan skottar och amerikaner ofta spelar lite långsammare och enklare.

## Källhänvisningar
1. 1 2  ”reel - Uppslagsverk - NE.se”. www.ne.se. https://www.ne.se/uppslagsverk/encyklopedi/l%C3%A5ng/reel. Läst 17 december 2020.
2. ↑  ”reel | SAOB | svenska.se”. https://svenska.se/saob/. Läst 17 december 2020.